# 毛果铁线莲
毛果铁线莲（学名：Clematis peterae var. trichocarpa）为毛茛科铁线莲属下的一个变种。

## 扩展阅读
- 維基物種上的相關：毛果铁线莲